# Eupatorium angustilobum
Eupatorium angustilobum là một loài thực vật có hoa trong họ Cúc. Loài này được C.Shih, S.Y.Jin & S.R.Chen mô tả khoa học đầu tiên năm 2000.